# 锡苏基尔
锡苏基尔（西班牙語：Cizúrquil）是西班牙巴斯克自治区吉普斯夸省的一个市镇。总面积16平方公里，总人口2820人（2001年），人口密度176人/平方公里。